# Cleopatra Selena I

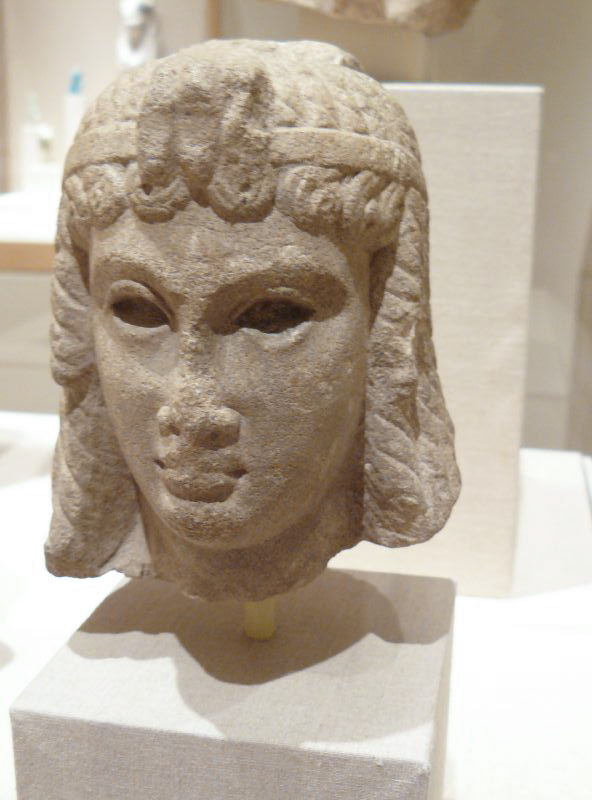
Cleopatra Selena I

Dit artikel is over de dochter van Ptolemaeus VIII Euergetes II (Physcon) en Cleopatra III. Als u informatie zoekt over de dochter van Cleopatra VII en Romeinse veldheer Marcus Antonius zie: Cleopatra Selena II.
Cleopatra Selena I was de vrouw van Ptolemaeus IX Soter II (Lathyros) van Egypte.
Ze was de dochter van Ptolemaeus VIII Euergetes II en Cleopatra III van Egypte. Ze huwde met Lathyros nadat haar zus Cleopatra IV was afgezet van haar positie door haar moeder. Ze was geen medeheerser, in tegenstelling tot haar voorgangers, en ze baarde Lathyros een dochter: Berenice III. Later zou ze ook nog met Ptolemaeus X Alexander I trouwen en hem Ptolemaeus XI Alexander II baren.
Nadat haar moeder Lathyros gedwongen had Egypte te verlaten werd Cleopatra uitgehuwelijkt aan de Syrische koning Antiochus VIII Grypus. Dit huwelijk eindigde kinderloos met de dood van haar man. Daarna werd ze de tweede vrouw van Antiochus IX Cyzicenus die ook stierf zonder kinderen bij haar te verwekken. Vervolgens trouwde ze met Antiochus X Eusebes en met hem kreeg ze zeker één zoon, die als Antiochus XIII Asiaticus later door Pompeius als vazalvorst op de Syrische troon gezet zou worden. Waarschijnlijk was er nog een tweede zoon, mogelijk Seleucus VII Philometor